# Emanuele Cozzolino
Emanuele Cozzolino (Fiesole, 19 febbraio 1981) è un politico italiano.

## Biografia
Nasce a Fiesole, in provincia di Firenze, il 19 febbraio 1981, da padre di origine campana e madre di origine emiliana.
Conclusi gli studi al Liceo scientifico "Giotto Ulivi" di Borgo San Lorenzo, nel 2000 si iscrive alla facoltà di Ingegneria presso l'Università degli Studi di Bologna, dove si laurea nel 2007.
Prima di essere eletto deputato ha svolto la libera professione come ingegnere.

## Carriera politica
Entra a far parte del Movimento 5 Stelle nel 2011 nel gruppo di Mirano.
Alle amministrative 2012 si candida consigliere comunale a Mirano, ma ottiene 3 preferenze e non viene pertanto eletto.
Alle elezioni politiche del 2013 viene eletto Deputato della XVII legislatura della Repubblica Italiana nella circoscrizione VIII (Veneto 2) per il Movimento 5 Stelle insieme alla capolista Arianna Spessotto e Marco Da Villa e Federico D'Incà
Dal 7 maggio 2013 al 20 luglio 2015 è stato segretario della I Commissione (Affari Costituzionali della Presidenza del Consiglio e Interni), attualmente membro e vicepresidente del relativo "Comitato permanente dei pareri" e della Commissione di inchiesta sul rapimento e sulla morte di Aldo Moro.
Nel periodo in cui è stato segretario della I Commissione ha rinunciato alla ulteriore indennità prevista per tale carica.
Diventa vicecapogruppo del Movimento 5 Stelle alla Camera dei deputati.

## Attività parlamentare
Il 20 giugno 2013 deposita come primo firmatario la mozione 1/00110 riguardante la sospensione del pagamento della rata di luglio del finanziamento pubblico ai partiti visto che era in discussione la legge di abolizione del finanziamento pubblico ai partiti, poi trasformata in Decreto Legge 28 dicembre 2013, n. 149 . Nella seduta del 17 luglio 2013 viene respinta perché non condivisa dalla maggioranza.
Il 24 febbraio 2015 deposita una proposta di legge in materia di pubblicità e accesso dei cittadini alle ordinanze di protezione civile e ai dati relativi alle gestioni commissariali a prima firma Cozzolino.
Il 19 maggio 2015 deposita, come primo firmatario, una proposta di legge riguardo alla assunzione dei Vigili del Fuoco Volontari.
Il 3 luglio 2015, a seguito della sentenza di primo grado del 17 giugno 2015 che ha fissato una condanna a 17 anni e mezzo di reclusione per il «profeta» e fondatore della comunità il Forteto Rodolfo Fiesoli deposita la mozione 1/00936 che impegna il governo ad accertare le eventuali responsabilità politiche ed istituzionali oltre che a prevedere il commissariamento della cooperativa. Nella seduta del 9 luglio 2015 viene concluso l'iter con il respingimento della mozione unificata.
Il 7 luglio 2015 deposita, come primo firmatario, una proposta di legge per l'accorpamento di tutte le consultazioni elettorali in un unico giorno dell'anno e di durata degli organi elettivi regionali, il cosiddetto "election day"
Il 29 luglio 2015, a seguito del disastroso tornado che l'8 luglio del 2015 ha colpito i comuni di Pianiga, Dolo e Mira nella riviera del Brenta  distruggendo la famosa Villa Fini e danneggiando decine di abitazioni ed aziende , presenta per primo la mozione 1/00962 che impegna il governo ad applicare le stesse iniziative di sostegno previste per i comuni colpiti dal sisma in Emilia, a stanziare fondi per la ricostruzione e ad allentare il patto di stabilità dei comuni colpiti per facilitare la ricostruzione ed infine di rendere effettiva la strategia di adattamento ai cambiamenti climatici, redatta dal Ministero dell'ambiente e della tutela del territorio e del mare. Nella seduta del 5 agosto 2015 viene approvata con modifiche.
Il 10 ottobre 2016 deposita come primo firmatario la mozione 1/01384 riguardante i Vigili del Fuoco per un riconoscimento economico e per un aumento della dotazione di personale. Nella seduta dell'11 ottobre 2016 viene approvata con modifiche.
In occasione delle elezioni politiche del 2018, risulta essere uno dei parlamentari cinque stelle coinvolto nella questione dei rimborsi .